# Hrvatska riječ (Subotica)
Hrvatska riječ („Kroatisches Wort“) ist eine politische, kroatischsprachige, lokale Wochenzeitung mit Redaktionssitz in Subotica, Serbien.
Die Zeitung richtet sich vor allem an Kroaten und Bunjewatzen in der Vojvodina.

## Geschichte
Der Tag der Erstausgabe war der 31. Mai 1945, als lateinisch verschriftete Edition der Tageszeitung Slobodna Vojvodina. Blaško Vojnić Hajduk war der Herausgeber. Mitarbeiter waren Vladislav Kopunović, Stevan Kolar, Josip Kujundžić, Ljubomir Milin, Mileta Ognjanov, Đuro Kemenj, Ante Vojnić Purčar, Joso Šokčić, später auch Balint Vujkov.
Am 26. August 1945 änderte die Tageszeitung ihren Namen in Hrvatska riječ. Seit dem 6. Dezember 1946 ist die Hrvatska riječ eine Wochenzeitung. Am 3. August 1956 änderte der Sreski odbor SSRN den Namen der Zeitung in Subotičke novine.
Seit 2003 wird die Zeitung wieder unter dem Namen Hrvatska riječ herausgegeben.